# Himalaya (Schiff, 1903)
Die Himalaya war ein 1903 in Dienst gestelltes Passagierschiff der französischen Reederei Messageries Maritimes, das im Passagier- und Postverkehr von Frankreich nach Vietnam eingesetzt wurde. Im Ersten Weltkrieg diente das Schiff neben dem zivilen Personenverkehr auch dem Truppentransport, bis es am 22. Juni 1917 vor Tunesien von einem deutschen U-Boot versenkt wurde.

## Geschichte
Das 5.620 BRT große Dampfschiff Himalaya wurde auf der Werft Chantiers Navals de La Ciotat in der südfranzösischen Hafenstadt La Ciotat gebaut und lief am 22. November 1902 vom Stapel. Die Himalaya hatte einen Schornstein, zwei Masten und zwei Propeller. Sie wurde von zwei Dreifachexpansions-Dampfmaschinen angetrieben, die 3.300 PS leisteten und eine Höchstgeschwindigkeit von 13 Knoten ermöglichten. Die Passagierunterkünfte waren für 24 Passagiere der Ersten und 35 Passagiere der Zweiten Klasse ausgelegt.
Das 130,4 Meter lange und 14,6 Meter breite Schiff wurde für den Passagier- und Postverkehr von Dünkirchen nach Haiphong in Vietnam gebaut. Am 20. Mai 1903 lief die Himalaya zu ihrer Jungfernfahrt aus. Bis auf einige Fahrten nach La Plata im Jahr 1910 blieb sie ausschließlich auf dieser Route.
Am 10. März 1915 wurde die Himalaya für den Kriegsdienst requiriert und fortan als Truppentransporter genutzt. Dabei unternahm sie unter anderem Fahrten nach Madagaskar und New Orleans. Im März 1916 brachte sie zusammen mit dem ehemaligen Passagierschiff Sontay und dem französischen Kreuzer Latouche-Tréville 2500 russische Soldaten von Dalian nach Marseille. Am 30. April 1917 befand sie sich in einem Geleitzug mit dem französischen Truppentransporter Colbert (5.394 BRT), als dieser vor Algerien von dem U-Boot UC 33 (Oberleutnant zur See Otto Launburg) versenkt wurde.
Am 22. Juni 1917 wurde die Himalaya, unterwegs von Bizerta nach Marseille, 24 Seemeilen vor der tunisischen Küste von dem deutschen U-Boot U 63 (Kapitänleutnant Otto Schultze) torpediert und versenkt. (Position 38° 3′ N, 11° 31′ O). 32 Menschen kamen ums Leben, darunter 28 Passagiere. Die Überlebenden wurden von den Kanonenbooten Impatiente und Gracieuse aufgenommen. 